# Fectio
Fectio was een Romeins fort (Latijn: castellum) in de provincie Neder-Germanië (Germania Inferior) aan de noordgrens van het Romeinse Rijk (de limes). Het castellum maakte daarin deel uit van een gordel van legerkampen (castra) en verdedigingstorens (turres). Fectio lag destijds dicht bij de plek waar de rivier de Vecht van de Rijn afsplitste.
Vandaag de dag liggen de restanten ervan in Vechten, direct westelijk van het rond 1869 voor de Nieuwe Hollandse Waterlinie gebouwde Fort bij Vechten, dat onder gemeente Bunnik valt. Onder het Fort bij Vechten lagen de resten van het kampdorp (vicus) dat bij het castellum hoorde.
In 2016 werden de contouren van het laatst gebouwde fort weer in het landschap zichtbaar gemaakt in de vorm van een kunstwerk. Daarin zijn teksten, afbeeldingen en voorwerpen uit de Romeinse tijd verwerkt.
Zowel het fort Fectio als het latere Fort bij Vechten behoren tot het werelderfgoed. Op 9 januari 2021 is een nominatiedossier voor de Neder-Germaanse limes als werelderfgoed, met daarin het fort, aan de UNESCO aangeboden. Voor het Fort bij Vechten zie het hoofdartikel.

## Naamsvermeldingen
De naam van het castellum werd in de 7/8e eeuw vermeld in de Ravennatis Anonymi Cosmographia als Fictione tussen Matellionem (de Leidse wijk Roomburg) en Evitano (bij Wijk bij Duurstede). Op een in 1869 bij het castellum teruggevonden votiefsteen staat het in de inscriptie met de naam Fectione. Mogelijk is ook de vermelding Fletio op de Peutingerkaart (Tabula Peutingeriana) een verschrijving van Fectio; een alternatieve hypothese is echter dat Fletio de naam was van een ander castellum, namelijk het castellum dat is opgegraven bij De Meern. De afstand tussen Fectio en Laurium (in Woerden) klopt met de afstand, die de Peutingerkaart opgeeft voor de afstand tussen Fletione en Woerden: 12 leugae (27 kilometer). Als Fletione in De Meern was gelegen, zou de afstand tot Laurium niet kloppen. Daarom is Fletione waarschijnlijk het fort Fectio.

## Geschiedenis
De eerste opbouw van het castellum stamt uit de tijd van de Romeinse keizer Augustus (27 v.Chr – 14 n.Chr). Vermoedelijk is Fectio in het jaar 4 of 5 n.Chr. gebouwd. Fectio lag strategisch, omdat enkele kilometers naar het westen de Vecht aftakte van de Rijn. Via de Vecht kon Frisia worden bereikt en via de Rijn het gebied van de Cananefaten. In het jaar 47 werd de Rijn de noordgrens van het Romeinse Rijk en kreeg Fectio een defensieve rol.
Fectio is regelmatig verwoest en herbouwd. Zes keer gebeurde dit van hout en de zevende keer werden de hoofdgebouwen en vestingmuren van tufsteen opgetrokken. Het stenen castellum dateert uit het begin van de 3e eeuw. Ten oosten van het castellum lag een uitgestrekte vicus met een oppervlakte van circa 10 hectare.
Aan het einde van de 1e eeuw waren het Cohors II Britannorum milliaria equitata en het Cohors I Flavia Hispanorum equitata tijdelijk in Fectio gelegerd. Beide eenheiden bestonden grotendeels uit infanterie, met een onderdeel cavalerie. Het waren hulptroepen (auxilia) van niet-Romeinse soldaten; een volledig cohort bestond uit 480 manschappen. In de 2e en mogelijk ook nog de 3e eeuw bevond de Ala I Thracum zich in Fectio; een ala was een cavalerie-eenheid van de hulptroepen en bestond net als een cohort uit 480 man. Er waren dus circa 500 manschappen in het fort gestationeerd, mogelijk zelfs 1000. Nadat in 103 het 10e legioen Gemina werd overgeplaatst van Noviomagus (Nijmegen) naar Aquincum (Boedapest) werd Fectio het belangrijkste legerkamp op het grondgebied van het huidige Nederland.
Tussen 270 en 275 verlieten de Romeinen Fectio. Uit archeologische sporen blijkt dat Fectio toen in brand is gestoken. De restanten van Fectio zijn hergebruikt voor de bouw van de eerste Utrechtse kerken. De Frankische hofmeier Karel Martel schonk daarbij in 723 onder meer Fectio en het enkele kilometers verderop gelegen voormalige Romeinse fort Traiectum aan het monasterium in Utrecht.

## Vondsten
Het Provinciaal Utrechts Genootschap van Kunsten en Wetenschappen verzamelde in de 19e eeuw ruim 10.000 vondsten uit de archeologische opgravingen in Fectio voor hun collectie. Deze collectie werd in 1995 overgedragen aan de gemeente Utrecht en is toegevoegd aan het Centraal Museum.

### Teruggevonden teksten
Diverse inscripties en stempelafdrukken zijn in de loop der eeuwen bij het voormalig castellum aangetroffen. Deze bevonden zich onder meer op aardewerk zoals dakpannen, en op grafstenen zoals die van een vrouw genaamd Salvia Fledimella. Een aantal votiefstenen maakten deel uit van deze vondsten. In 1869 werden er bijvoorbeeld twee aangetroffen bij bouwwerkzaamheden voor het nieuwe fort. De ene votiefsteen bleek afkomstig uit de late 2e eeuw en was gewijd aan de godin Viradectis met de tekst:
Deae [Vir]adecd[i civ]es Tungri [et] nautae [qu]i Fectione [c]onsistunt v(otum) s(olverunt) l(ibentes) m(erito)
Vertaald: Aan de godin Viradecdis hebben de burgers en schippers, de Tungri, die in Fectione gevestigd zijn, hun gelofte ingelost, gaarne en met reden
De andere vondst uit dat jaar heeft vertaald de volgende tekst: Voor de moedergodinnen van Noricum heeft Anneus Maximus, soldaat van het Eerste Legioen [met de bijnaam] Minervia, zijn gelofte ingelost, gaarne en met reden
Bij archeologische opgravingen in 1995 en 1996 werden onder meer een wijnvat met een ingebrand stempel van keizer Caligula (C CAES
AVG GER, staat voor Caius Caesar Augustus Germanicus, zijn officiële naam) en een votiefsteen gewijd aan de moedergodinnen aangetroffen.
102 fragmenten van schrijfplankjes die al eerder bij Fectio waren ontdekt, werden in 2010 geschonken aan de Provincie Utrecht. Ze zijn door een expert van de Universiteit van Oxford onderzocht op teksten.

## Werelderfgoed
De voordracht door de Nederlandse en Duitse regering van de meest complete en best bewaarde vindplaatsen van de Neder-Germaanse limes als werelderfgoed is gevolgd door een positief advies op 4 juni door ICOMOS.
Op 27 juli 2021 zijn tijdens de vergadering van het Werelderfgoedcomité van de UNESCO in het Chinese Fuzhou de onderdelen uit het nominatiedossier  de status van Werelderfgoed toegekend.
De vindplaats wordt beschouwd als een vrij compleet voorbeeld van een militair complex, met een fort, een buiten de muren gelegen nederzetting en begraafplaatsen, allemaal verbonden met de Limes-weg en met de waterloop van de Rijn. Het is het vroegste en grootste militair terrein in de Rijndelta. Oprichting van de eerste militaire installatie moet gekoppeld zijn met gebruik van de rivier de Vecht, die een stukje stroomafwaarts van het fort aftakt van de Rijn, als toegangsroute naar Germaans grondgebied in het tijdperk van expansie; dit vroegste kamp is waarschijnlijk een groot en onregelmatig gevormde basis en dateert uit c. 5 v.Chr.

## Foto's

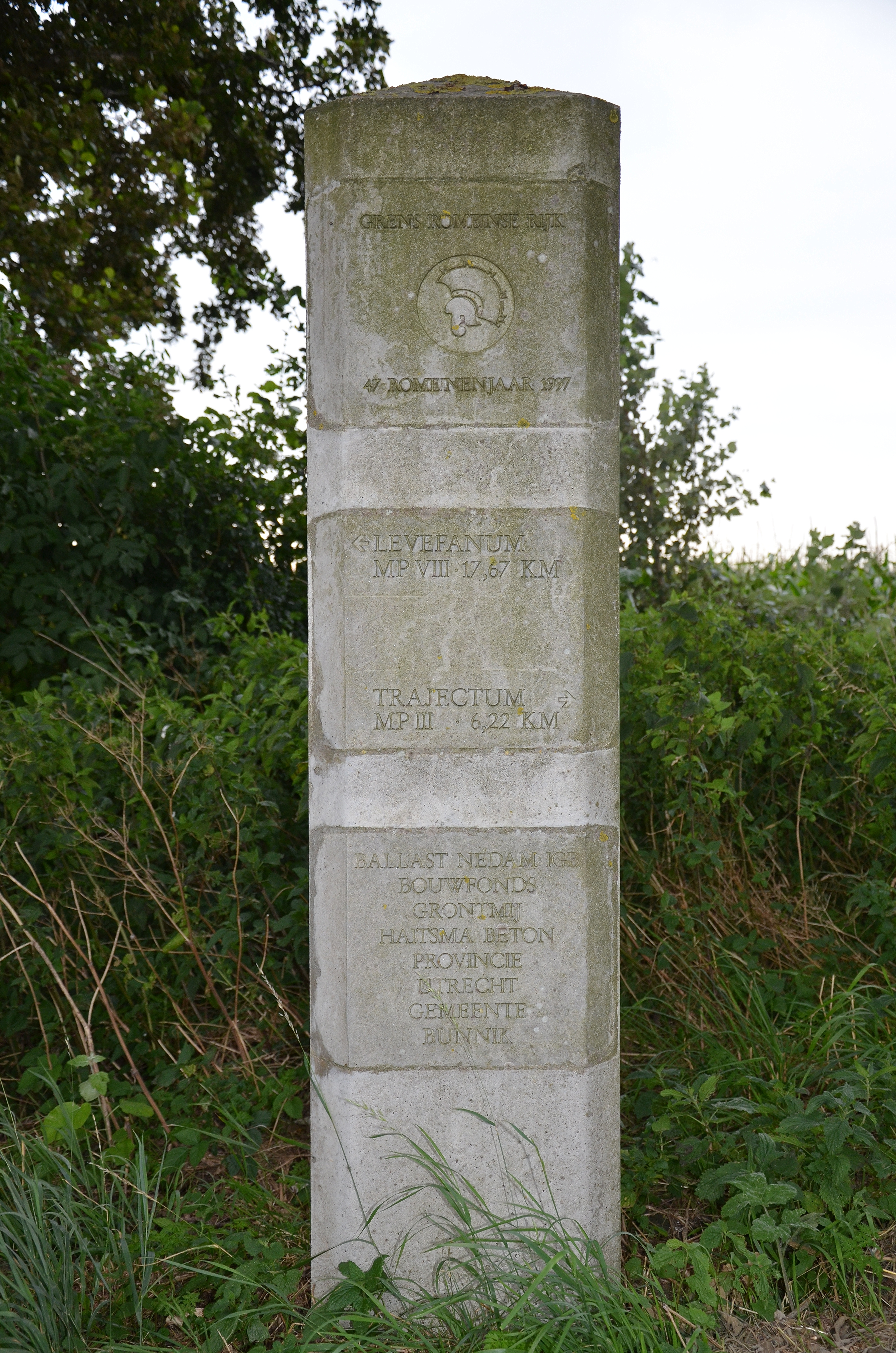
De grens van het romeinse rijk
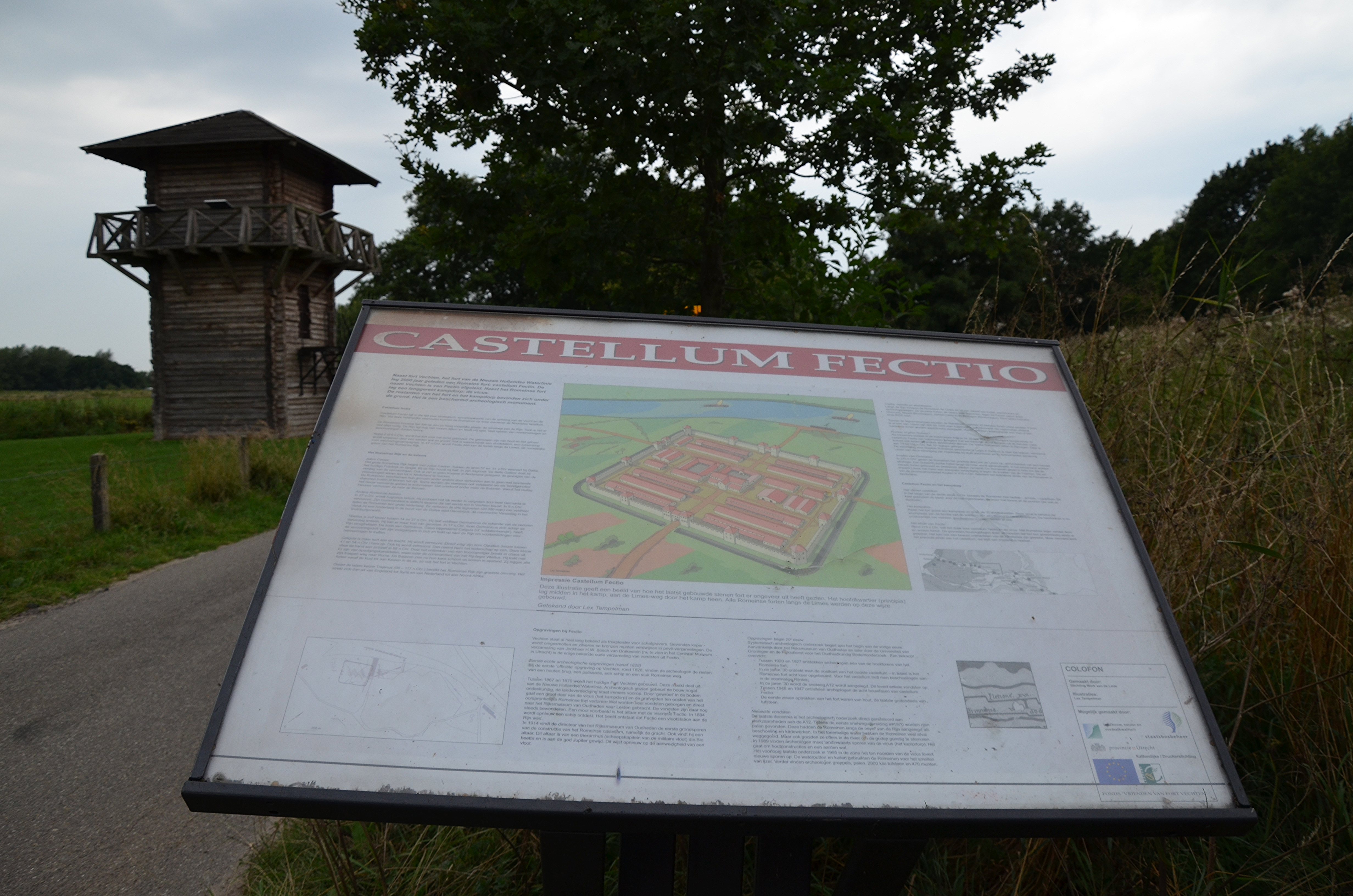
Informatiebord
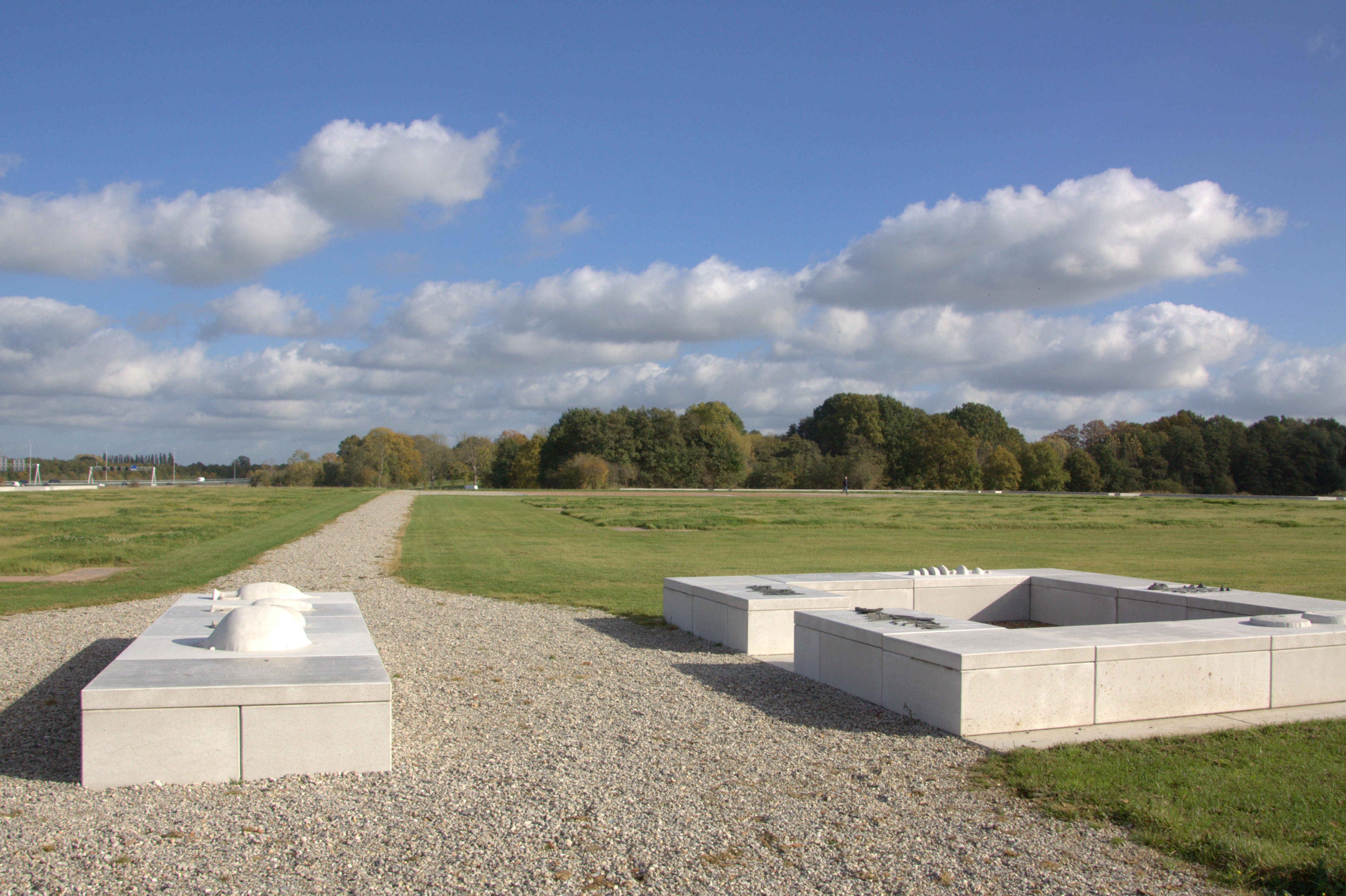
Bij de Westpoort in de Limes op Castellum Fectio
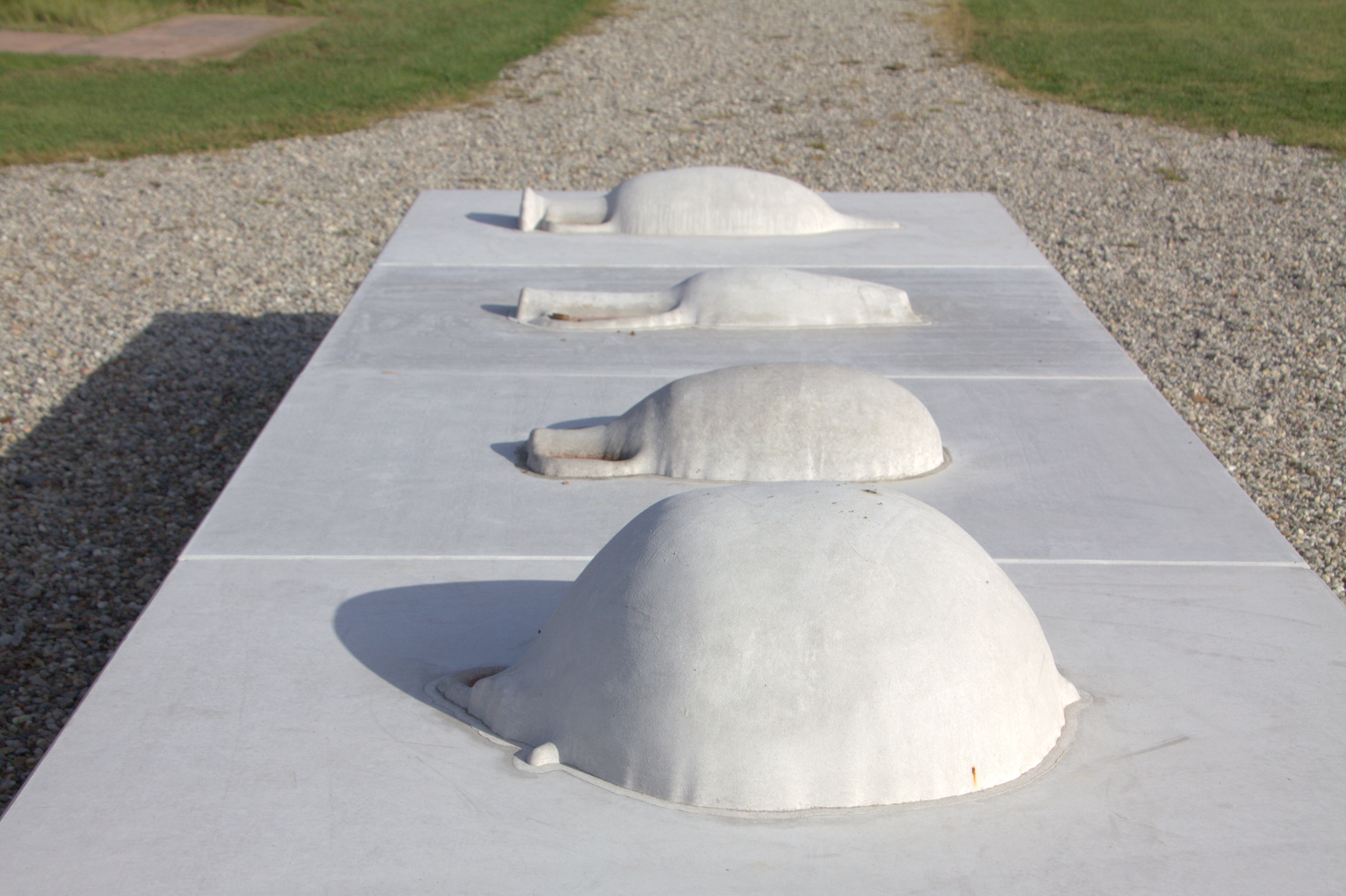
Op het Castellum Fectio in Bunnik, met enkele vondsten
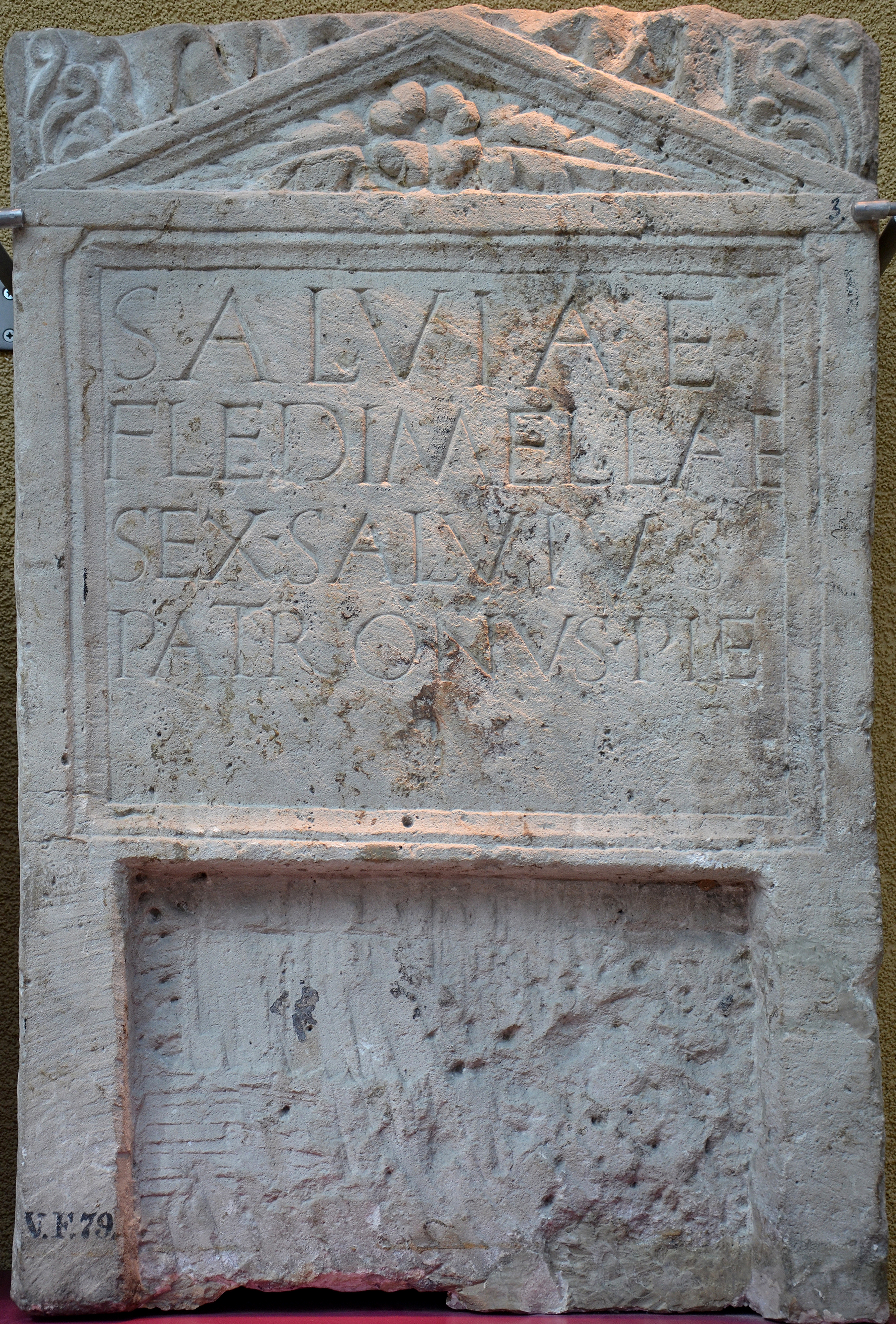
Grafsteen van een slavin Fledimella genaamd, gevonden bij Fectio (Vechten), Rijksmuseum van Oudheden, Leiden
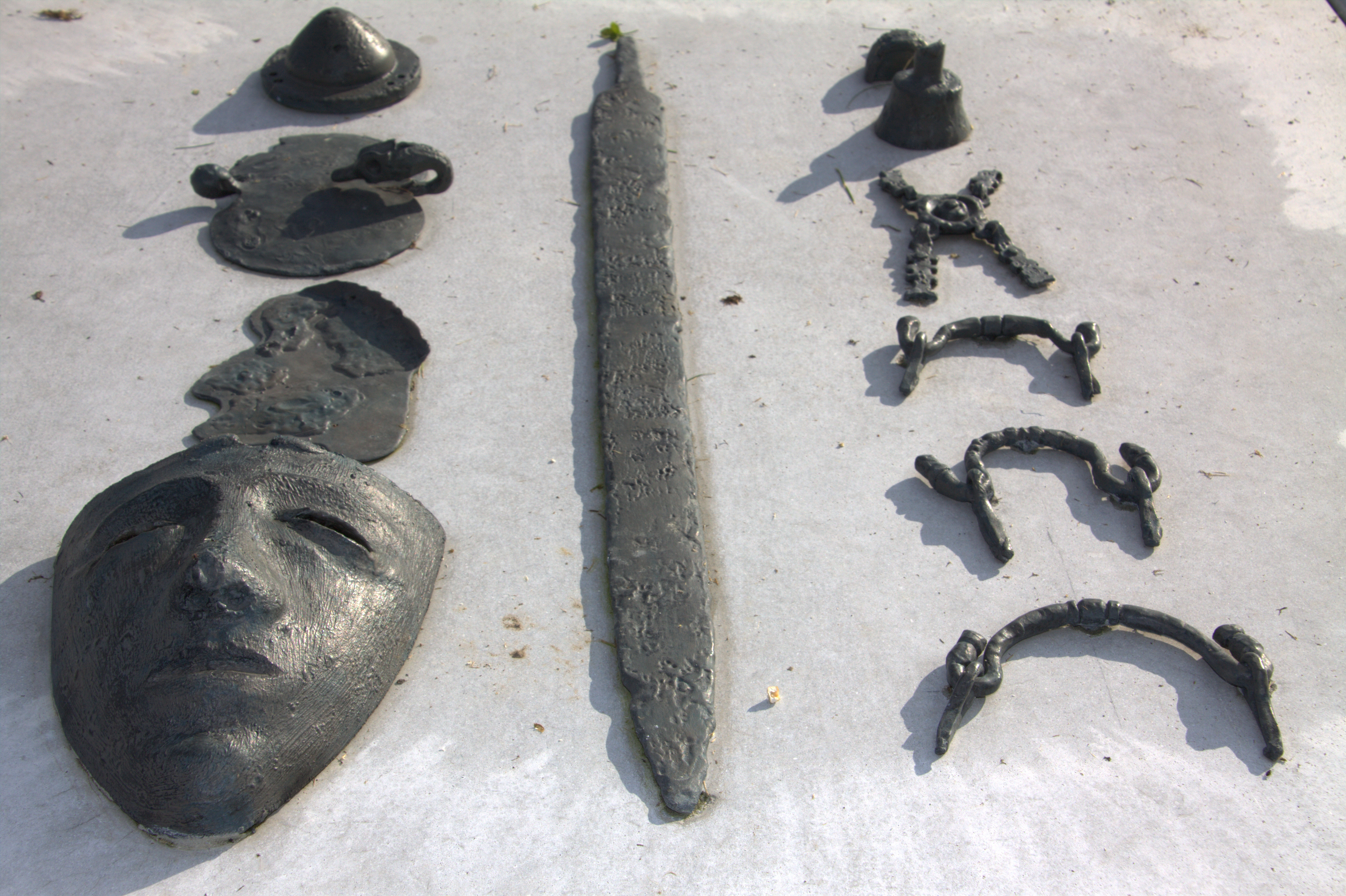
Vondsten op het Romeins Castellum Fectio in Bunnik
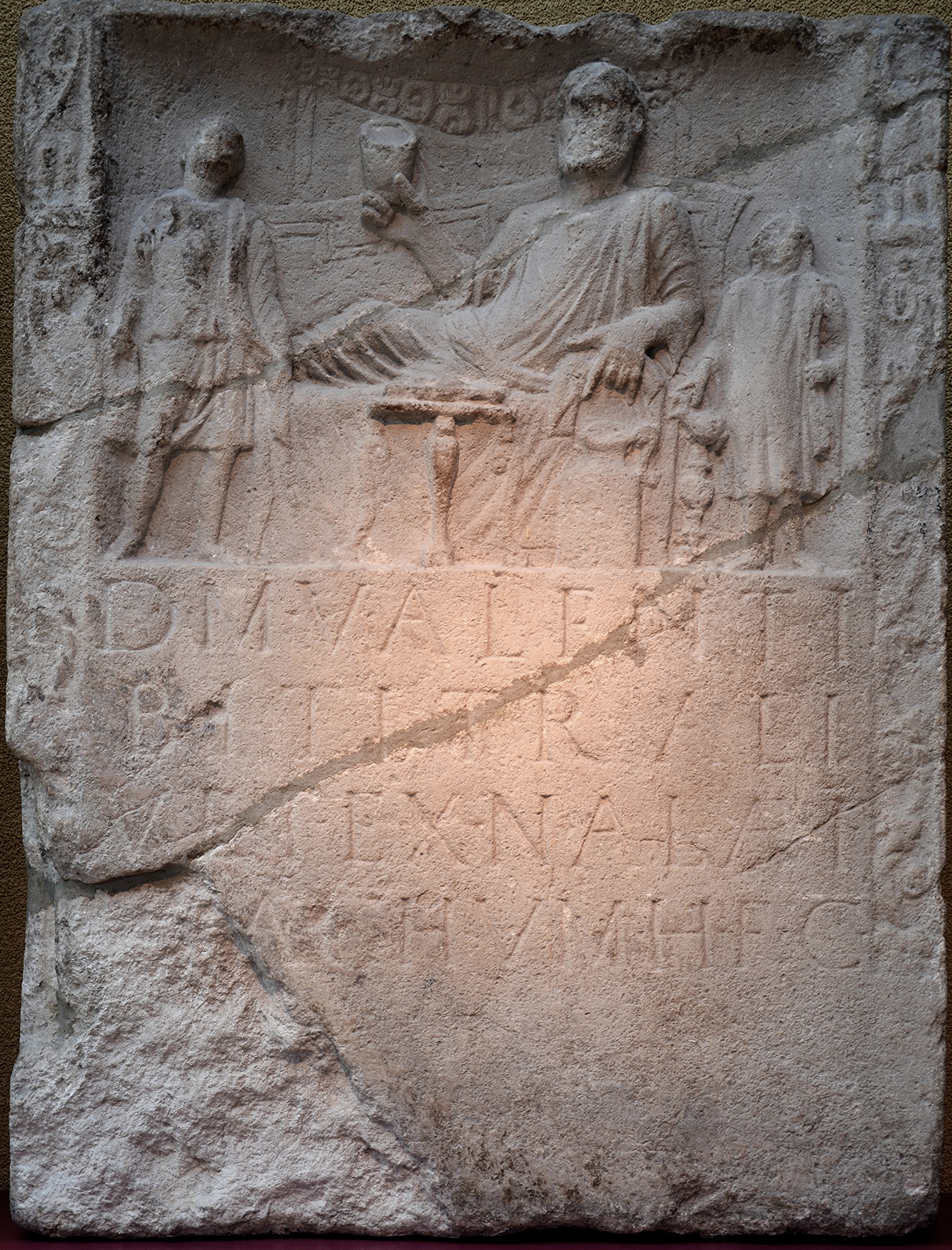
Van Thracie tot Fectio Grafsteen van Valens, zoon van Bititralis, 2e eeuw, gevonden bij Fectio (Vechten), Rijksmuseum van Oudheden, Leiden